# Tati Siding
Tati Siding is een dorp in het district North-East in Botswana. De plaats telt 8112 inwoners (2011).